# Villa 14 de Septiembre
Villa 14 de Septiembre (también: Central Villa 14 de Septiembre) es una localidad de Bolivia, perteneciente al municipio de Villa Tunari, ubicado en la provincia del Chapare del departamento de Cochabamba. Es la capital en la Central Villa 14 de Septiembre, de la Federación Especial de Trabajadores Campesinos del Trópico de Cochabamba (FETCTC).

## Geografía
En cuanto a distancia, se encuentra a 181 km de la ciudad de Cochabamba, la capital departamental, a 2 km de Villa Porvenir, 7 km de Puerto San Francisco y a 18 km de Villa Tunari, y está situada a 239 metros sobre el nivel del mar. 

## Demografía
Según el último censo de 2012 realizado por el Instituto Nacional de Estadística de Bolivia (INE), la localidad cuenta con una población de 2123 habitantes.

### Población de Villa 14 de Septiembre
| Año  | Población | Fuente                  |
| ---- | --------- | ----------------------- |
| 1992 | 1617      | Censo boliviano de 1992 |
| 2001 | 1403      | Censo boliviano de 2001 |
| 2012 | 2123      | Censo boliviano de 2012 |

## División Política Orgánica
El Distrito 3 de la Central Villa 14 de Septiembre se divide en:
| #  | Sindicato             | Abrev. |
| -- | --------------------- | ------ |
| 1  | Simón Bolívar         | SIB    |
| 2  | Samuel San Juan       | SJS    |
| 3  | Norte Central         | SNC    |
| 4  | Pedro Domingo Murillo | PDM    |
| 5  | René Barrientos       | RBA    |
| 6  | San Pedro             | SPA    |
| 7  | Villa Porvenir        | VIP    |
| 8  | Litoral               | LIT    |
| 9  | Naranjitos            | NAN    |
| 10 | Alto San Francisco    | ASF    |
| 11 | La Libertad           | LLI    |
| 12 | San Cristóbal         | SCC    |
| 13 | Villa Florida         | VFL    |
| 14 | Porvenir C            | PVC    |
| 15 | Santa Fe              | SFE    |
| 16 | San Carlos            | SCA    |
| 17 | San Lorenzo           | SLO    |
| 18 | Tocopilla             | TOC    |
| 19 | 6 de Septiembre       | SSS    |
| 20 | Villa Jordán          | VJO    |

## Industria
Villa 14 de Septiembre cuenta con dos Plantas; Una de Cítricos y otra de Frutas.
| Empresa                              | Tipo                           | Apertura                          | Distribución |
| ------------------------------------ | ------------------------------ | --------------------------------- | ------------ |
| EBA (Empresa Boliviana de Alimentos) | Planta Procesadora de Cítricos | 3 de abril de 2010 (15 años)      | Bolivia      |
| EBA (Empresa Boliviana de Alimentos) | Planta Liofilizadora de Frutas | 13 de septiembre de 2021 (3 años) | Mundial      |

## Educación
Villa 14 cuenta con cinco instituciones educativas:
1. UMSS (carrera de Derecho).[7]
2. Colegio Villa 14 de Septiembre (Secundaria).[8]
3. Colegio Avelino Siñani (Técnico).[9]
4. Escuela de Líderes Villa 14 de Septiembre (Técnico).[10]
5. Escuela Villa 14 de Septiembre (Primaria).[11]